# 칠전오사

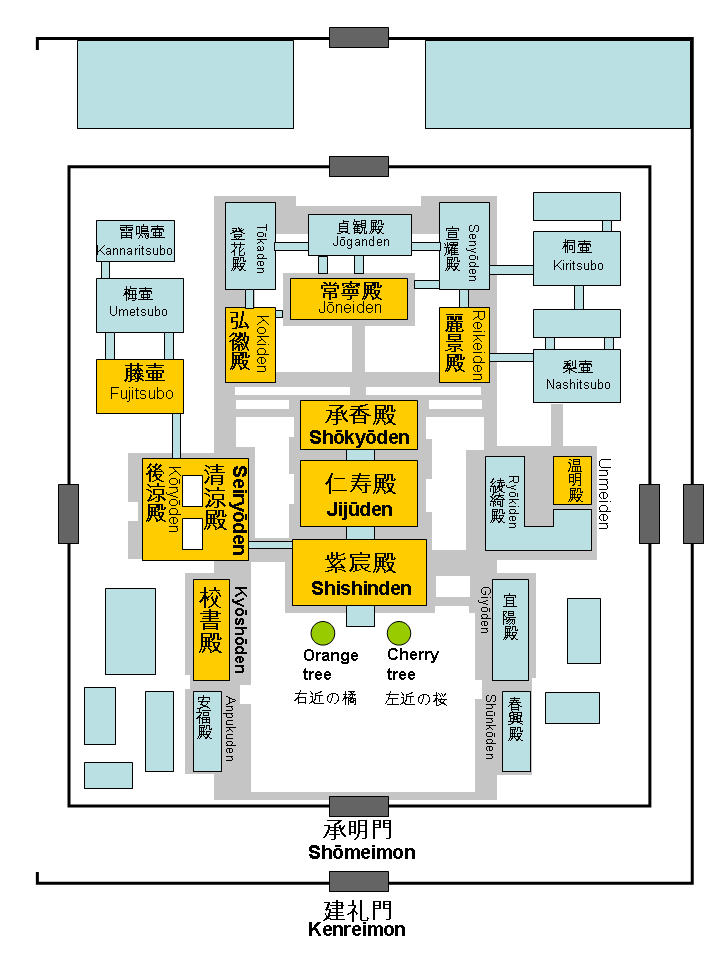

칠전오사 (일본어: 七殿五舎 しちでんごしゃ[*])는 헤이안쿄 다이리의 시신덴(紫宸殿)이나 지쥬덴(仁寿殿) 뒤쪽에 위치하고 있으며, 주로 천황의 후비들이 살고있는 처소를 가리킨다. 이들은 후궁으로 총칭되었으며, 후비 이외에도 동궁과 그의 비, 친왕과 내친왕 등도 자주 처소를 하사받았다.
- 칠전
  - 코키덴(弘徽殿)
  - 죠쿄덴(承香殿)
  - 레이케이덴(麗景殿)
  - 토카덴(登華殿)
  - 죠간덴(貞観殿)
  - 센요덴(宣耀殿)
  - 죠네이덴(常寧殿)
- 오사
  - 히교샤(飛香舎 (후지츠보(藤壺))
  - 교카샤(凝花舎 (우메츠보(梅壺))
  - 쇼요샤(昭陽舎 (나시츠보(梨壺))
  - 시게이샤(淑景舎 (키리츠보(桐壺))
  - 슈호샤(襲芳舎 (칸나리노츠보(雷鳴壺))

위와 같이 처소들이 존재했다. 칠전은 칠간사면 (신사(身舎)가 거행칠간, 대들보 2간으로, 사방에 차양이 있다), 오사는 오간사면 (신사가 거행오간, 대들보 2간으로 사방에 차양이 있다)으로, 이중 쇼요샤와 시게이샤만 각각 5간두변의 북사가 부속되어있다.
칠전은 다이리 창건때부터 존재해, 오사보다 격이 높은 것으로 알려져있다.

## 참고문헌
- 쿠리모토 카야코『源氏物語の舞台装置：平安朝文学と後宮』(요시카와 홍문관〈역사문화라이브러리〉, 2024년) ISBN 978-4642059961